# 100051 Davidhernandez
100051 Davidhernandez è un asteroide della fascia principale. Scoperto nel 1991, presenta un'orbita caratterizzata da un semiasse maggiore pari a 2,1873180 UA e da un'eccentricità di 0,0392759, inclinata di 5,83464° rispetto all'eclittica.
L'asteroide è stato dedicato dallo scopritore al nipote David A. Hernandez.